# Irena puella
La irena dorsiazul (Irena puella) es una especie de ave paseriforme de la familia Irenidae propia de la región indomalaya. Es una de las dos especies existentes de la familia del género Irena, el único de la familia Irenidae.

## Descripción
Presenta un claro dimorfismo sexual: los machos presentan un plumaje azul y negro y las hembras son de color verdoso.

## Distribución
Esta especie se distribuye ampliamente por la región indomalaya: desde la India a Indochina y la península malaya, además de Sumatra, Java, Borneo, Palawan y el sur de China.

## Subespecies
Existen seis subespecies:
- Irena puella puella (Latham, 1790) — India, Myanmar, Yunnan, Indochina, Tailandia, norte de la península de Malaca.
- Irena puella andamanica Abdulali, 1964 — Islas Andamán y Nicobar.
- Irena puella malayensis F. Moore, 1854 — Sur de la península de Malaca.
- Irena puella crinigera Sharpe, 1877 — Sumatra, Bangka, Belintung y Borneo.
- Irena puella turcosa Walden, 1870 — Java.
- Irena puella tweeddalei Sharpe, 1877 — Filipinas (Calamians, Palawan, Balabac).

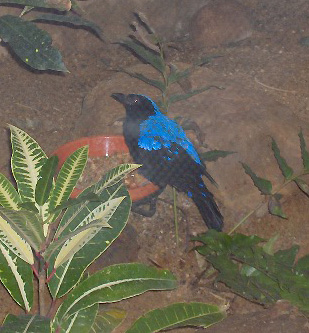
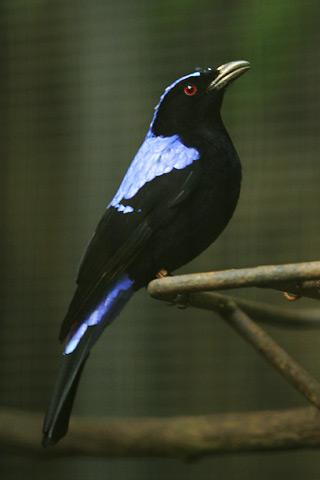
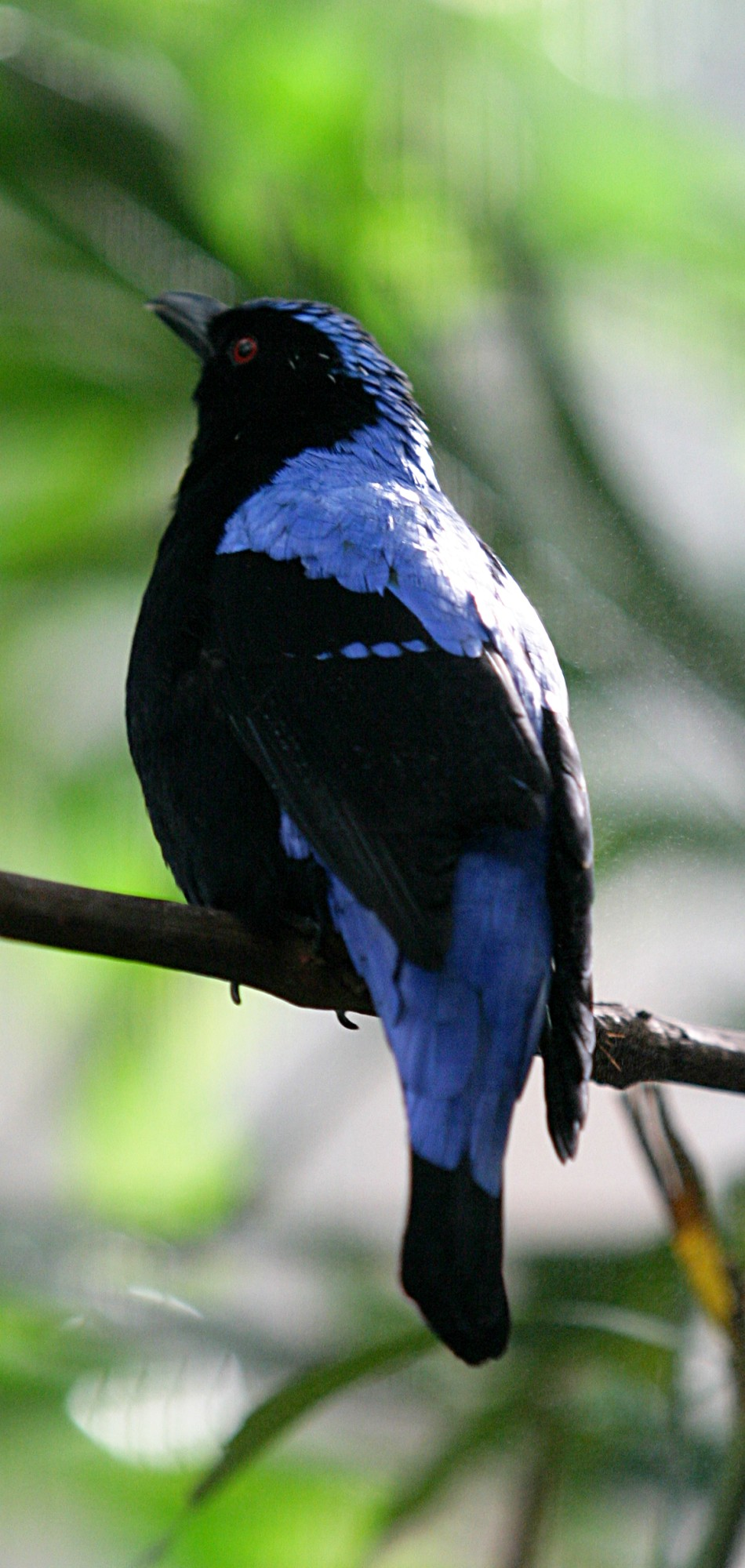